# Base antartica spagnola dell'esercito Gabriel de Castilla
La base antartica spagnola dell'esercito Gabriel de Castilla (in spagnolo Base Antártica Española del Ejército de Tierra Gabriel de Castilla) è una base antartica estiva spagnola gestita dall'esercito spagnolo (Ejército de Tierra) e intitolata all'esploratore spagnolo Gabriel de Castilla ritenuto da alcuni lo scopritore dell'Antartide.
Localizzata ad una latitudine di 62° 58' sud e ad una longitudine di 60° 41' ovest a 15 metri di altezza, la base si trova a Port Foster, Deception Island (Isole Shetland meridionali).
Inaugurata nel 1988 come rifugio, la stazione ha acquistato lo status di base nell'estate australe 1989/90. Ad oggi può ospitare sino a 14 persone, divise solitamente tra 6-7 scienziati e 7-9 tecnici di supporto.
Oltre a possedere una stazione meteorologica, la base svolge attività scientifica di monitoraggio ambientale, cartografia, geomagnetismo, biologia marina e terrestre, geologia, geofisica e sismologia.